# 西安建筑科技大学
中国著名的土木、建筑"老八校"之一，原冶金工业部直属重点大学。西建大坐落在陕西西安，其办学历史最早可以追溯到1895年的北洋大学。1956年在中国高等院校院系调整中，由原东北工学院、西北工学院、青岛工学院、苏南工业专科学校的土木、建筑和环境类等系（科）于西安合并组建西安建筑工程学院，1959年和1963年先后易名为西安冶金学院、西安冶金建筑学院，1994年3月更为现名。

## 教育与研究
学校是国务院首批获准有权授予博士、硕士和学士学位的单位。拥有原国家重点学科3个（结构工程、环境工程、建筑设计及其理论），连续两轮入选陕西省国家"双一流"培育高校，建筑学入选陕西省国家"双一流"培育学科。
学校现有21个学院，67个本科专业，其中，建筑学、城乡规划、风景园林、土木工程、城市地下空间工程、给排水科学与工程、环境工程、工程管理、材料科学与工程、材料成型及控制工程、环境设计、建筑环境与能源应用工程、建筑电气与智能化、文化产业管理、冶金工程、交通运输、历史建筑保护工程、工商管理、机械设计制造及其自动化、计算机科学与技术、信息管理与信息系统、自动化、雕塑、环境科学、视觉传达设计、工程力学、社会体育指导与管理27个专业入选国家级一流本科专业建设点，35个专业入选陕西省一流本科专业建设点。建筑学、土木工程、工程管理、城乡规划、建筑环境与能源应用工程、给排水科学与工程、环境工程、材料科学与工程、冶金工程、计算机科学与技术、功能材料、机械设计制造及其自动化、采矿工程、自动化、交通运输、矿物加工工程16个专业相继通过国家专业评估认证。
学校拥有绿色建筑全国重点实验室1个，国家国际科技合作基地1个、国家级智库1个、国家级成果研究推广中心1个、国家地方联合工程研究中心2个、省部共建协同创新中心1个、国家技术转移示范机构1个、科学家精神教育基地2个、国家级实验教学示范中心/虚拟仿真实验教学中心5个，甲级资质设计研究院3个。陕西省依托学校成立了"陕西循环经济工程技术院""陕西省新型城镇化和人居环境研究院""陕西省膜分离技术研究院"。

## 历史沿革
西安建筑科技大学的历史最早可追溯到始建于1895年的天津北洋西学学堂。1956年全国高等院校院系调整时，由原东北工学院、西北工学院、青岛工学院和苏南工业专科学校的土木、建筑、市政系（科）整建制合并而成，积淀了中国近代高等教育史上最早的一批土木、建筑、环境类学科精华，时名"西安建筑工程学院"，是中华人民共和国西北地区第一所本科学制的建筑类高等学府。1959年和1963年，学校先后易名为"西安冶金学院""西安冶金建筑学院"；1994年3月8日，经原国家教委批准，更名为"西安建筑科技大学"。1998年，学校划转陕西省人民政府管理。现为"国家建设高水平大学项目"和"中西部高校基础能力建设工程"实施院校、陕西省、教育部与住房和城乡建设部共建高校。

## 荣誉
- 国际建筑师协会（UIA）授予学校"建筑教育特别贡献奖"
- 国务院授予学校"全国就业先进工作单位"
- 中共中央授予学校党委"全国先进基层党组织"称号

## 大学排名

### 综合排名
- 世界大学学术排名（ARWU）：全球801-900名[2]
- 美国新闻与世界报道（USnews）：全球953名

### 分科排名
- QS世界大学排名:2023年建筑与建筑环境学科排名全球151-200名[3]

- 美国新闻与世界报道（USnews）：土木工程全球66名，环境工程全球92名，化学工程全球178名[4]

## 部分校友
- 徐德龙，中国工程院院士，中国工程院副院长，原西安建筑科技大学校长。
- 刘加平，中国工程院院士，西安建筑科技大学建筑学院教授。
- 王小东，中国工程院院士，西安建筑科技大学建筑学院教授，新疆建筑设计研究院名誉院长。
- 侯立安，中国工程院院士，文职少将，二炮工程设计院高级工程师。
- 雒建斌，中国科学院院士，清华大学精密仪器与机械学系教授。
- 常青，中国科学院院士，同济大学建筑与城市规划学院建筑系教授。
- 吕西林，中国工程院院士，同济大学结构工程与防灾研究所教授。
- 徐建，中国工程院院士，中国机械工业集团有限公司教授级高级工程师。
- 孙博华，南非科学院（英语：Academy of Science of South Africa）院士，南非开普半岛科技大学（英语：Cape Peninsula University of Technology）终身教授。
- 陈绍蕃，西安建筑科技大学教授，钢结构领域专家。
- 王晓昌，77级本科，西安建筑科技大学副校长，环境科学与工程领域专家。
- 苏三庆，77级本科，原西安科技大学校长。
- 王群，中国建筑设计研究院副总建筑师。
- 马广大，西安建筑科技大学教授。专业特长为通风除尘技术与理论、大气污染控制技术与理论。
- 郭彦林，  77级本科，清华大学土木工程系教授。
- 周律，81级本科，清华大学环境科学与工程系副教授。
- 王竹，90届硕士，浙江大学建筑工程学院副院长，建筑学系系主任，教授。
- 李春杰，94届本科，上海交通大学环境科学与工程学院副院长。
- 周若祁，69届本科，西安交通大学建筑系系主任。
- 李树平，97届硕士，同济大学环境科学与工程学院市政工程系副研究员。
- 张创一，上海宝冶集团有限公司原董事长。
- 王石磊，上海宝冶集团有限公司总经理。
- 刘洪亮，上海宝冶集团有限公司总工程师。
- 虞海燕，78级本科，曾任中共甘肃省委常委、常务副省长、兰州市委书记，2017年1月被查。
- 兰新哲，80级本科，88级硕士，榆林市人民政府副市长、党组成员。
- 李沛兴，84级本科，甘肃省人民政府副省长。